# Родригеская черепаха
Родригеская черепаха (лат. Cylindraspis peltastes) — вид недавно вымерших гигантских сухопутных черепах. Самая мелкая в своём роде (длина карапакса до 42 см). Эндемик острова Родригес (Маскаренские острова) в Индийском океане. В период с 1691 по 1761 год была очень многочисленна, а затем постепенно вымерла из-за добычи моряками в качестве «живых консервов» для пополнения запасов провианта на кораблях, вывоза на соседний остров Маврикий для вытапливания жира и сала, выжигания растительности и истребления молоди и яиц свиньями и кошками.

## Синонимы
- Testudo rotunda Latreille, 1801
- Chersine rotunda Merrem, 1820
- Testudo peltastes Duméril & Bibron, 1835
- Geochelone (Geochelone) rotunda Fitzinger, 1835
- Geochelone peltastes Pritchard, 1967
- Cylindraspis peltastes Bour, 1980[3]